# Högnordiskt hedfly
Högnordiskt hedfly (Lasionycta staudingeri) är en fjärilsart som beskrevs av Aurivillius 1891. Högnordiskt hedfly ingår i släktet Lasionycta och familjen nattflyn. Enligt den finländska rödlistan är arten nära hotad i Finland. Arten är reproducerande i Sverige. Artens livsmiljö är fjällhedar. Inga underarter finns listade i Catalogue of Life.

## Bildgalleri

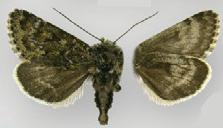
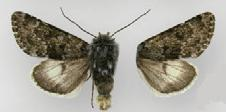